# Piotr Gawriłow

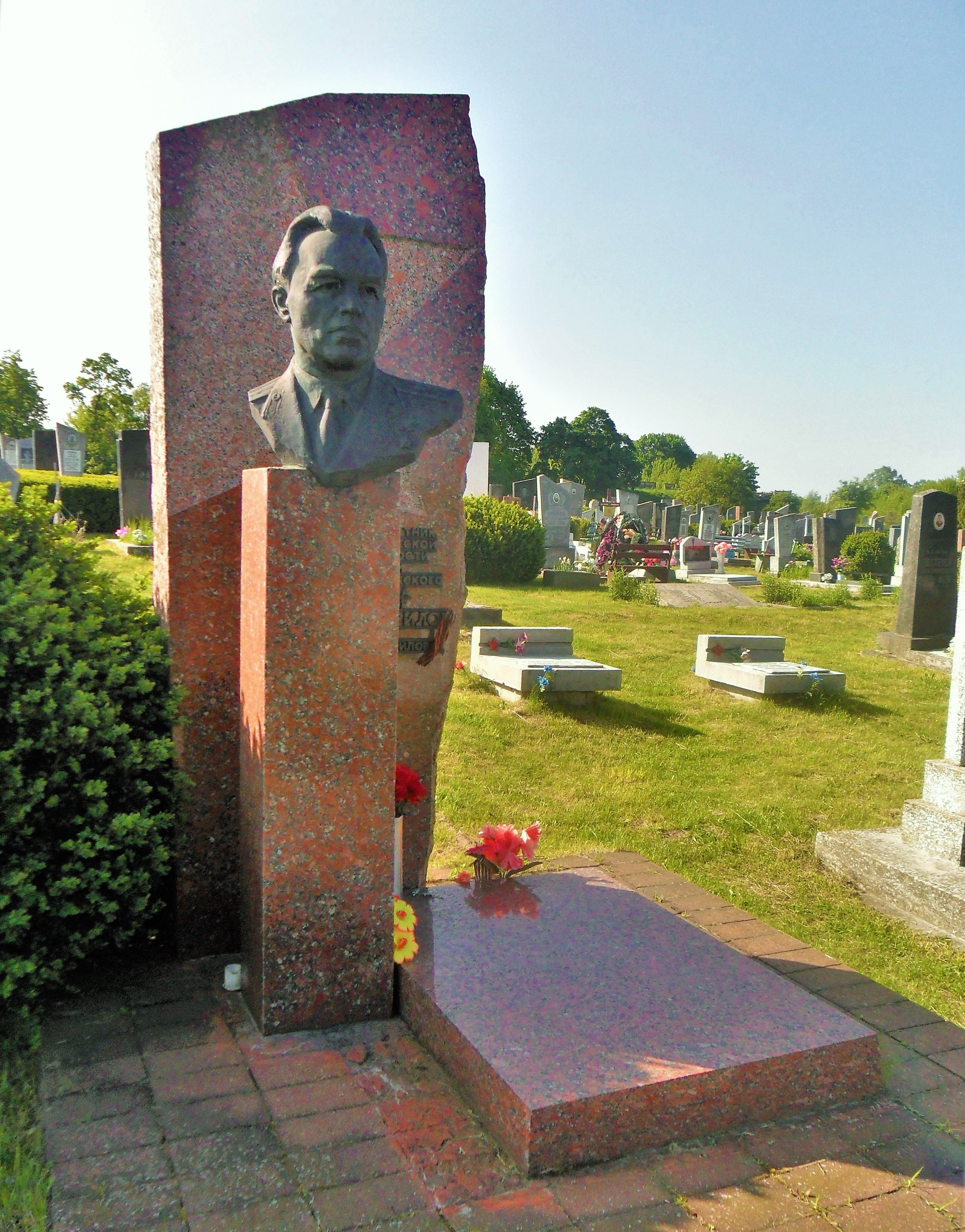
Grób majora Gawriłowa na cmentarzu garnizonowym w Brześciu

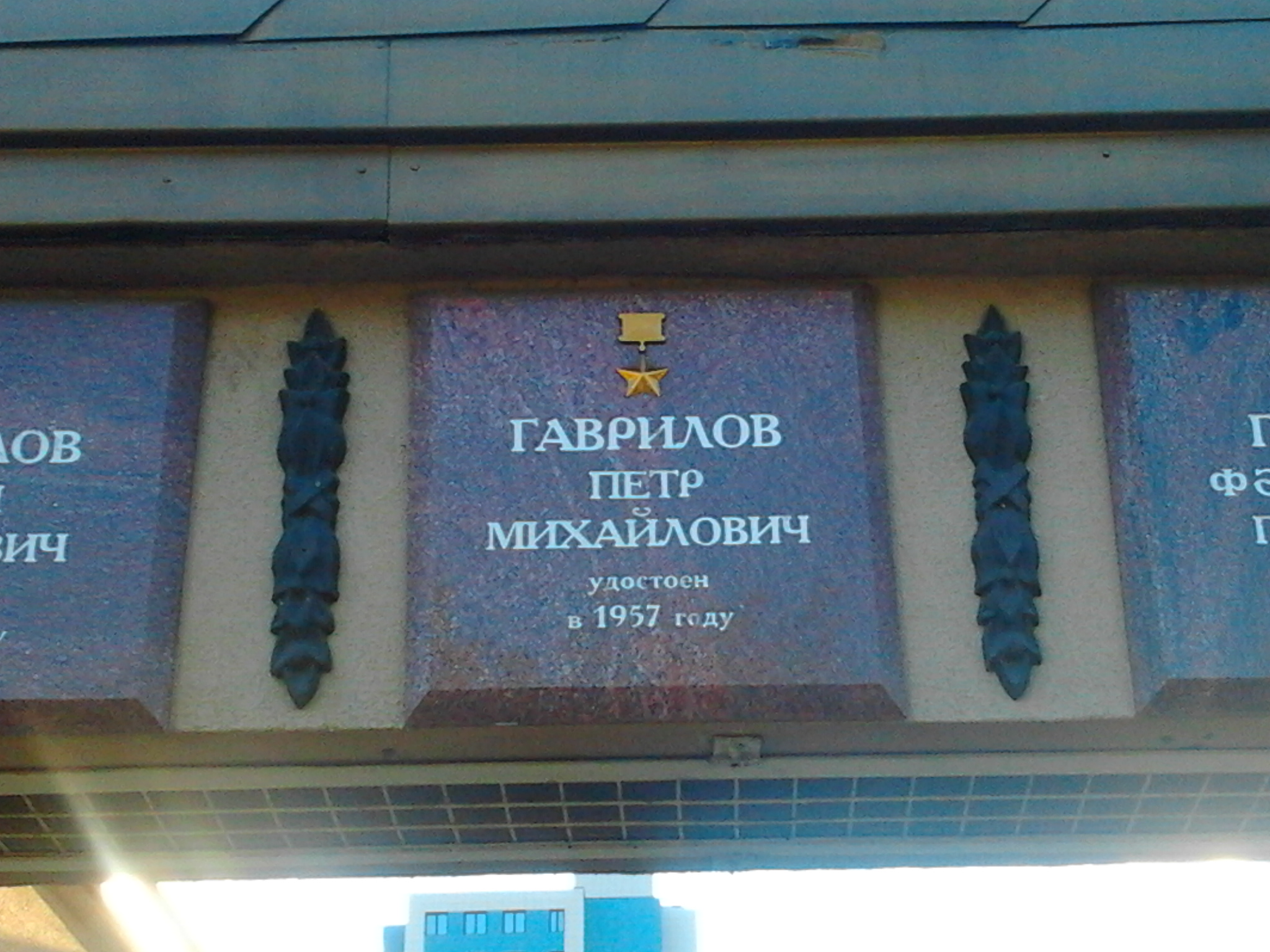
Tablica pamiątkowa poświęcona Piotrowi Gawriłowowi w Kazaniu

Piotr Michajłowicz Gawriłow, ros. Пётр Михайлович Гаврилов (ur. 17 czerwca?/30 czerwca 1900 w Alwidino, gubernia kazańska, zm. 26 stycznia 1979 w Krasnodarze) – radziecki żołnierz, uczestnik obrony Twierdzy Brzeskiej w 1941, Bohater Związku Radzieckiego (1957).

## Życiorys

### Dzieciństwo i młodość
Urodził się we wsi Alwidino w guberni kazańskiej (ob. Tatarstan) w rodzinie chrześcijańskich Tatarów. Jego ojciec zmarł jeszcze przed jego urodzeniem. Od dziecka najmował się jako parobek u bogatych gospodarzy, a wieku 15 lat uciekł do Kazania, gdzie początkowo pracował w piekarni, a następnie w fabryce jako robotnik niewykwalifikowany. Brał udział w rewolucji październikowej w Kazaniu w listopadzie 1917, a wiosną 1918 wstąpił na ochotnika do Armii Czerwonej.
W czasie wojny domowej walczył m.in. z białymi oddziałami gen. Denikina i góralami Północnego Kaukazu. Po zakończeniu wojny pozostał w szeregach armii. W 1922 wstąpił do partii komunistycznej. W 1925 ukończył Szkołę Piechoty № 17 we Władykaukazie, tam też ożenił się i adoptował chłopca-sierotę. W 1939 ukończył Akademię Wojskową im. M. Frunzego i w stopniu majora został dowódcą 44. pułku strzelców. Uczestnik wojny zimowej (radziecko-fińskiej). W maju 1941 wraz ze swoim pułkiem został skierowany do Twierdzy Brzeskiej.

### Obrona twierdzy brzeskiej
Po niemieckim ataku na twierdzę Brześć 22 czerwca 1941 stanął na czele grupy żołnierzy z 1. batalionu swojego pułku i pododdziałów 333. i 125. pułku strzelców, którzy przeżyli pierwszy szturm. Dowodził odcinkiem obrony przy Bramie Północnej Reduty Kobryńskiej. Dysponował ok. 400 żołnierzami, 2 „zenitówkami”, kilkoma działami 45 mm i 1 poczwórnie sprzężonym ckm-em p.lot. Po zdobyciu przez Niemców Fortu Wschodniego, od 30 czerwca Gawriłow z niedobitkami swojej grupy (12 żołnierzy) ukrywał się w kazamatach twierdzy. 23 lipca, jako jedyny pozostały przy życiu i prawdopodobnie ostatni obrońca twierdzy, ciężko ranny dostał się do niewoli niemieckiej. Front znajdował się wtedy w odległości 370–400 km od Brześcia. Do końca wojny Gawriłow przebywał w obozach Hammelburg i Ravensbrück. Wersji tej jednak nie potwierdzają źródła niemieckie.

### Po wojnie
Po powrocie do ZSRR nie spotkała go lustracja ze strony NKWD, ani inne represje wobec jeńców, którzy w 1941 wcześnie trafili do niewoli niemieckiej. Zezwolono mu na dalszą służbę w armii, ale na drugorzędnym stanowisku komendanta jednego z obozów jenieckich dla Niemców. Nie przyjęto go ponownie do partii. W latach 1946–1947 już jako cywil żył w rodzinnym Tatarstanie. Następnie wyjechał do Krasnodaru, gdzie w 1955 połączył się ze swoją rodziną, nie widzianą od wybuchu wojny. Mieszkał tam aż do swojej śmierci w 1979.
W 1956 ukazała się książka radzieckiego pisarza i działacza partyjnego Siergieja Smirnowa pt. Twierdza brzeska, w której Gawriłow przedstawiony został jako walczący do końca bohater. O jego osobie zrobiło się głośno w ZSRR. W 1957 roku otrzymał tytuł Bohatera Związku Radzieckiego, Order Lenina i przywrócono go w szeregi członków partii.
Jest pochowany w Brześciu na cmentarzu garnizonowym. Jego imię noszą ulice w Kazaniu, Brześciu i Krasnodarze. W tym ostatnim mieście ma również poświęconą mu tablicę pamiątkową na pomniku bohaterów Związku Radzieckiego.
Jego postać jako bohaterskiego obrońcy Twierdzy Brzeskiej pojawiła się w dwóch produkcjach filmowych poświęconych Wielkiej Wojnie Ojczyźnianej: Bitwa o Moskwę z 1985 i Twierdza brzeska z 2010.